# 이정진
이정진(영어 : Lee Jeong-Jin, 한자어 : 李廷鎭, 1978년 5월 25일 ~ )은 대한민국의 배우이자 모델 겸 방송인이다. 건국대학교 원예학과에 진학하여 모델로 활동했고, 한양대학교에서는 연극영화과 공부를 했다.

## 생애
건국대학교 원예학과에 진학한 그는 교정에서 졸업작품 발표회를 준비하고 있던 한 선배의 눈에 띄게 되었고, 모델이 돼 달라는 선배의 요청을 이정진은 한사코 사양했지만 계속된 요청에 서둘러 워킹훈련을 받고 무대에 섰다. 이때 그를 눈여겨 본 유명 모델 에이전트의 권유를 받고 본격 패션모델로 데뷔했으며 안타깝게도 영화,드라마에 구지성과 나오지 못했다. 연기자로 데뷔 이후 한양대학교 연극영화과에 입학하였다. TV 드라마와 영화를 통해 배우로서 활동해 오고 있다. 2005년부터 2007년까지 사회복무요원으로 광진구청에서 근무한 후 OGN(구 온게임넷 켠김에왕까지 허강조류(허준, 강성민, 조현민, 류경진 멤버로 활동했던 강성민(김형철, 장신민과 그룹 우노 멤버로 활동함)과 함께 빠스켓볼에 나온적이 있다.

## 경력
| 연도    | 사항                                 |
| ------- | ------------------------------------ |
| -       | 고구려 알리기 홍보대사               |
| 2008.7  | 제4회 제천국제음악영화제 홍보대사    |
| 2010.8  | 국제구호개발 NGO 굿네이버스 홍보대사 |
| 2010.9  | 민선5기 서울시 홍보대사              |
| 2010.12 | 경기지방경찰청 홍보대사              |
| 2013.4  | 장애인 인식개선 홍보대사             |

## 출연 작품

### 방송
| 연도 | 방송사          | 제목                                                 | 역할              | 비고   |
| ---- | --------------- | ---------------------------------------------------- | ----------------- | ------ |
| 1998 | SBS             | 순풍산부인과                                         |                   |        |
| 1999 | KBS2            | 광끼                                                 |                   |        |
| 2000 | KBS2            | 나는 그녀가 좋다                                     |                   |        |
| 2000 | KBS1            | 좋은걸 어떡해                                        | 강민수            |        |
| 2000 | MBC             | 꽃보다 아름다운 그녀                                 | 박준영            |        |
| 2000 | KBS1            | 가족오락관                                           | 출연              |        |
| 2001 | KBS             | 가정의 달 특집 드라마 - 꿈꾸는 가족                  |                   |        |
| 2001 | MBC             | 연인들                                               | 이정진            |        |
| 2002 | SBS             | 나쁜 여자들                                          | 이인구            |        |
| 2003 | MBC             | 삼총사                                               | 도재문            |        |
| 2003 | SBS             | 백수탈출                                             | 왕우람            |        |
| 2004 | KBS2            | 4월의 키스                                           | 한정우            |        |
| 2004 | SBS             | 러브스토리 인 하버드                                 | 홍정민            |        |
| 2007 | MBC             | 9회말 2아웃                                          | 변형태            |        |
| 2008 | MBC             | 사랑해, 울지마                                       | 한영민            |        |
| 2009 | KBS2            | 해피선데이 - 남자의 자격 - 죽기 전에 해야 할 101가지 | 출연              |        |
| 2010 | KBS2            | 도망자 플랜 B                                        | 도수              |        |
| 2012 | Mnet            | 꿈꾸는 광고 제작소                                   | 진행              |        |
| 2013 | MBC             | 백년의 유산                                          | 이세윤            |        |
| 2013 | tvN             | 빠스껫 볼                                            | 도박농구판의 선수 |        |
| 2013 | EBS             | 길 위의 인문학                                       | 진행              |        |
| 2014 | SBS             | 유혹                                                 | 강민우            |        |
| 2014 | K STAR          | THE 프렌즈 in 타이완                                 | 출연              |        |
| 2015 | 중국 저장위성TV | 다시 사랑할 수 있을까                                | 임지상            |        |
| 2015 | SBS             | 정글의 법칙 in 얍                                    | 출연              |        |
| 2016 | JTBC            | 욱씨남정기                                           | 장시환            |        |
| 2016 | tvN             | THE K2                                               | 최성원            |        |
| 2017 | tvN             | 그녀는 거짓말을 너무 사랑해                          | 최진혁            |        |
| 2017 | KBS1            | 강력반 X-파일 끝까지 간다                            | 진행              |        |
| 2017 | MBC Every1      | 시골경찰 2                                           | 출연              |        |
| 2018 | MBC Every1      | 시골경찰 3                                           | 출연              |        |
| 2020 | TV CHOSUN       | 식객 허영만의 백반기행                               | 게스트            |        |
| 2020 | SBS             | 더 킹 : 영원의 군주                                  | 이림 / 이성재     |        |
| 2021 | tvN             | 스타 골프 빅리그                                     | 출연              |        |
| 2022 | SBS             | 편먹고 공치리4 진검승부                              | 출연              |        |
| 2023 | 채널A           | 가면의 여왕                                          | 송제혁            | 16부작 |
| 2023 | 채널S & ENA     | 지구별 로맨스                                        | 패널              |        |
| 2024 | SBS             | 신발 벗고 돌싱포맨                                   | 게스트            |        |
| 2025 | MBN 플러스      | 허식당                                               | 비서실장          |        |

### 영화
| 연도 | 제목                | 역할   | 비고 |
| ---- | ------------------- | ------ | ---- |
| 2000 | 해변으로 가다       | 상태   |      |
| 2002 | 해적, 디스코왕 되다 | 해적   |      |
| 2004 | 말죽거리 잔혹사     | 김우식 |      |
| 2005 | 마파도              | 엄재철 |      |
| 2009 | 청년폭도 맹진가     | 천혁   |      |
| 2010 | 해결사              | 장필호 |      |
| 2010 | 돌이킬 수 없는      | 유세진 |      |
| 2011 | 원더풀 라디오       | 이재혁 |      |
| 2012 | 피에타              | 이강도 |      |
| 2016 | 트릭                | 이석진 |      |
| 2016 | 대결                | 최강호 |      |
| 2017 | 은하                | 한서준 |      |

### 뮤직비디오
| 연도 | 가수명 | 곡명            | 비고 |
| ---- | ------ | --------------- | ---- |
| 1999 | 이수영 | Goodbye My Love |      |
| 2001 | 이가희 | 오빠는 황보래용 |      |
| 2001 | 김종서 | 절대사랑        |      |

## 광고
- 1998년 빈폴 (feat. 김현수}
- 1999년 동아제약 박카스
- 2000년 팬택 스카이
- 2002년 해태htb 참매실
- 2010년 삼성증권 POP
- 2013년 듀오락 프로바이오틱스

## 수상 및 후보
| 연도 | 시상식                            | 부문                                | 작품                | 결과 |
| ---- | --------------------------------- | ----------------------------------- | ------------------- | ---- |
| 2000 | KBS 연기대상                      | 남자 신인상                         | 좋은 걸 어떡해      | 후보 |
| 2003 | 제40회 대종상                     | 신인남우상                          | 해적, 디스코왕 되다 | 후보 |
| 2003 | 제1회 앙드레김 베스트 스타 어워드 | 연기자부문 베스트드레서상           | 빈칸                | 수상 |
| 2008 | 제9회 서울사회복지대회            | 후원자 부문 서울특별시장상          | 빈칸                | 수상 |
| 2012 | 제3회 대중문화예술상 옥관문화훈장 | 빈칸                                | 빈칸                | 수상 |
| 2012 | 제7회 아시아 모델상 시상식        | 모델스타상                          | 빈칸                | 수상 |
| 2012 | 한국영화배우협회                  | 송년의 밤 공로상                    | 피에타              | 수상 |
| 2013 | 제6회 코리아 드라마 어워즈        | 남자 최우수상                       | 백년의 유산         | 수상 |
| 2013 | MBC 연기대상                      | 연속극부문 남자 최우수연기상        | 백년의 유산         | 수상 |
| 2014 | SBS 연기대상                      | 중편드라마부문 남자 우수연기상      | 유혹                | 후보 |
| 2020 | SBS 연기대상                      | 판타지·로맨스 부문 남자 우수 연기상 | 더 킹 : 영원의 군주 | 후보 |